# 50. Raketenarmee
Die 50. Raketenarmee (russisch 50-я ракетная Краснознамённая Армия) war die Formation Nr. 55135 der Sowjetarmee. Sie wurde im September 1960 laut einer Direktive des Generalstabs  gegründet. Der Hauptsitz dieser Einheit der Strategischen Raketentruppen der Sowjetunion lag in Smolensk. Die Armee nahm an der Operation Anadyr während des Kalten Kriegs teil.

## Struktur

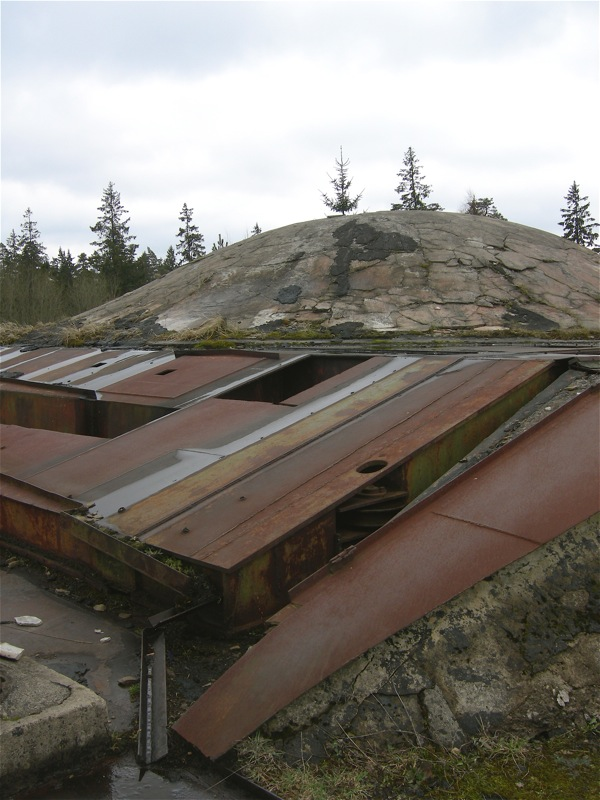
Raketenbasis Plokštinė bei Plungė, Niederlitauen

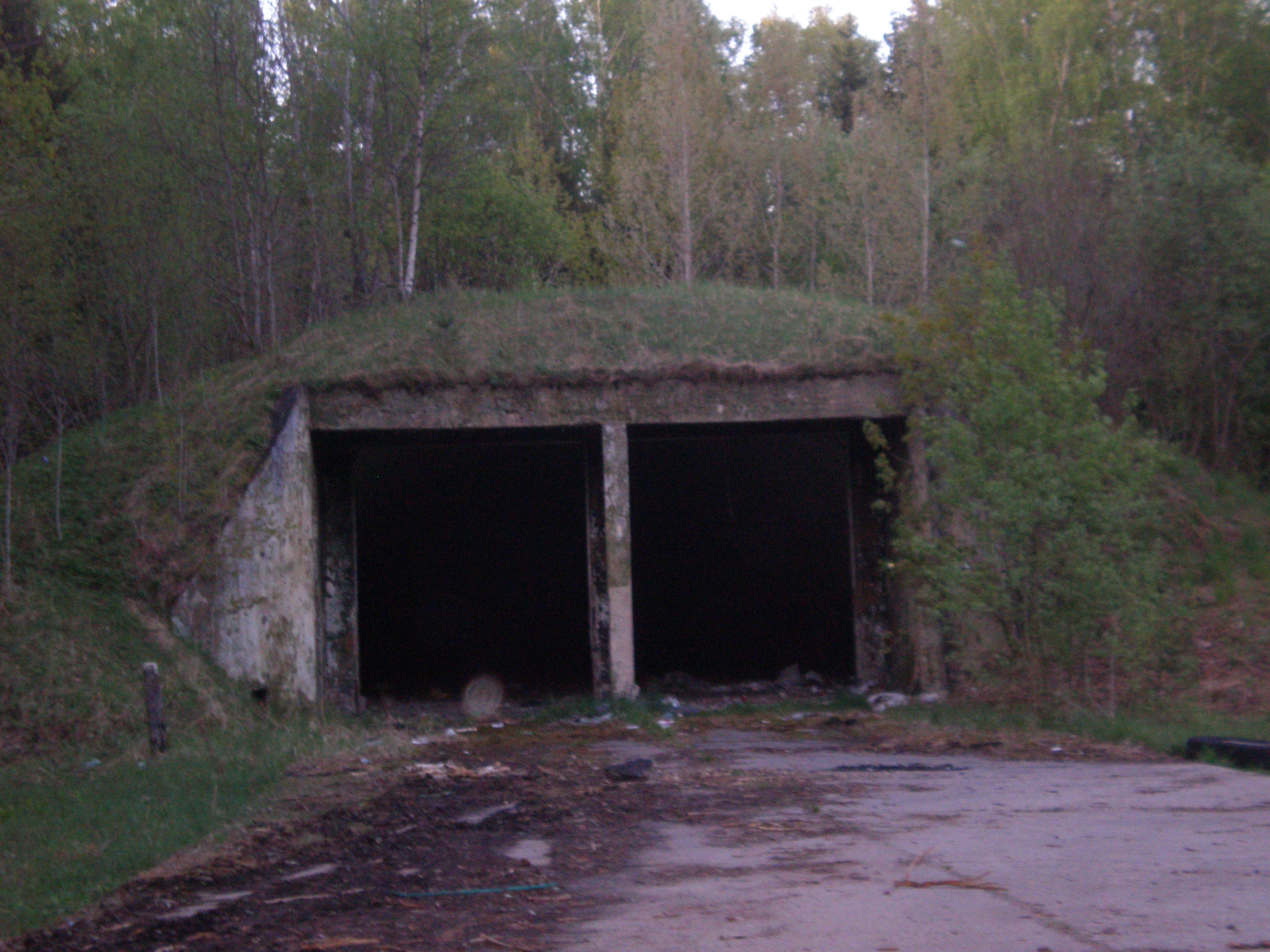
Raketenbasis Gulbiniškiai-Karmėlava bei Kaunas, Litauen

- 7. Raketendivision (Osjorny, Oblast Twer)
- 23. Raketendivision Valga, Estland
- 24. Raketendivision (Gwardejsk,  Oblast Kaliningrad)
- 29. Raketendivision (Šiauliai, Litauen)
- 31. Raketendivision (Pruschany-Pinsk,  Oblast Brest)
- 32. Raketendivision (Pastawy,  Oblast Witebsk)
- 49. Raketendivision in Lida, Weißrussland
- 58. Raketendivision (Kaunas, Litauen)
  - 637. Raketenregiment (Tauragė, Litauen)
  - 324. Raketenregiment (Ukmergė, Litauen)
  - 42. Raketenregiment (Karmėlava bei Kaunas, Litauen):[1]
    - Raketenstartplatz Karmėlava
    - Raketenstartplatz Gulbiniškiai

## Befehlshaber
- 22. November 1960–1972:  Fjodor Dobysch
- 1972–1979:  Konstantin Gertschik
- 1979–1981:  Juri Jaschin
- 1981–1985: Nikolai Kotlowzew
- 1985–1988: Gennadi Koslow
- 1988–1991: Wladimir Michtjuk